# اسکات ورنون
اسکات ورنون (انگلیسی: Scott Vernon؛ زادهٔ ۱۳ دسامبر ۱۹۸۳) بازیکن فوتبال اهل بریتانیا است.
از باشگاه‌هایی که در آن بازی کرده‌است می‌توان به باشگاه فوتبال گیلینگام، باشگاه فوتبال نورث‌همپتون تاون، باشگاه فوتبال اولدهام اتلتیک، باشگاه فوتبال کولچستر یونایتد، باشگاه فوتبال ساوتند یونایتد، باشگاه فوتبال گریمزبی تاون، باشگاه فوتبال بلکپول، باشگاه فوتبال آبردین، و باشگاه فوتبال شروزبری تاون اشاره کرد.